# Wannweil
Wannweil település Németországban, azon belül Baden-Württembergben. Lakosainak száma 5468 fő (2023. december 31.).

## Népesség
A település népessége az elmúlt években az alábbi módon változott:
| Lakosok száma | 4633 | 5331 | 5295 | 5406 | 5405 | 5468 |
|               | 1975 | 2017 | 2019 | 2021 | 2022 | 2023 |